# فرانك جورلات
فرانك جورلات ￼￼ فهو ممثل ومخرج فرنسي مقيم فيليون .

## المذكرات و المراجع
1. ↑  مُعرِّف الملف الاستنادي المُتكامِل (GND): 1062475585. مذكور في: كتالوج المكتبة الوطنية الألمانية. الوصول: 26 يونيو 2020. لغة العمل أو لغة الاسم: الألمانية.